# Крэммонд, Джефф
Джефф Крэммонд (англ. Geoff Crammond) — британский программист, разработчик компьютерных игр, специализировавшийся на гоночных играх. Бывший инженер, работавший в военной индустрии. Стал известен своей серией игр Grand Prix. Имеет докторскую степень по физике — вероятно, этим объясняется реализм созданных им симуляторов.

## История
Первой разработкой Крэммонда была гоночная игра для недолговечной компьютерной консоли, разработанной BBC в начале 1980-х годов, затем последовала  Formula 1 Grand Prix, которая работала на Commodore Amiga, предшественнике домашнего компьютера, уступившем место современным ПК.
The Sentinel
Головоломка The Sentinel (1986) была разработана Джеффом Крэммондом и выпущена компанией Firebird Software.
Grand Prix II
Grand Prix II (1996), разработанная Крэммондом, считается стандартом для гоночных симуляций, с ней он стал королём стимуляторов. В свой первый год в качестве гонщика Формулы-1 гонщик Жак Вильнёв использовал игру для изучения трассы перед Гран-при Бельгии.
Grand Prix 3
Потребовалось четыре года на  разработку Grand Prix 3(1998), преемника успешного гоночного симулятора Grand Prix II. Grand Prix 3  вывела опыт Формулы-1 на новый уровень, добавив 3D, уровень для новичков и настоящую физику,  учитывающую поток воздуха, трассу и условия гонки, а при аварии повреждения будут максимально приближены к тому, что произошло бы в реальной жизни.
Формула-1 сделала Grand Prix официально лицензированной игрой F1. Grand Prix 3 подняла падающие прибыли Hasbro Interactive.
Grand Prix 4 (PC)
Grand Prix 4 (2002) была выпущена для ПК, считается последней игрой Крэммонда. До сих пор поддерживается фанатами ежегодными модами , несмотря на закрытие MicroProse в 2001 году. После Grand Prix 4 ходили слухи, что следующей игрой Крэммонда будет Stunt Car Racer Pro, обновленная версия его классической игры. Было объявлено о сотрудничестве со студией Lost Toys, но студия была закрыта в 2003 году.
Крэммонд продолжает участвовать в различных проектах по программированию.

## Игры
- 1981 — Super Invaders (BBC Micro)
- 1983 — Aviator (BBC Micro)
- 1984 — REVS (BBC Micro)
- 1986 — Revs Plus (C64)
- 1986 — The Sentinel (Amiga, Amstrad CPC, Atari ST, BBC Micro, C64, PC, ZX Spectrum)
- 1989 — Stunt Car Racer (Amiga, Atari ST, C64, PC, ZX Spectrum)
- 1992 — Formula One Grand Prix (Amiga, Atari ST, PC)
- 1996 — Grand Prix 2 (PC)
- 2000 — Grand Prix 3 (PC)
- 2001 — Grand Prix 3 2000 (PC)
- 2002 — Grand Prix 4 (PC)

- Stunt Car Racer Pro (PC, отменён)